# Rockaway
La penisola di Rockaway, nota comunemente anche come The Rockaways o Rockaway, è una penisola facente parte del quartiere del Queens, uno dei cinque borough della città di New York. Fa parte della Queens Community Board 14.